# Secusio atrizonata
Secusio atrizonata es una especie de mariposa del género Secusio, subfamilia Arctiidae. Fue descrita por George Francis Hampson en 1910. Se encuentra en Zambia.